# Vytautas Antanas Gudaitis
Vytautas Antanas Gudaitis (* 1947 in Igliškėliai, Gemeinde Marijampolė) ist ein litauischer Bibliothekar.

## Leben
Nach dem Abitur an der Mittelschule absolvierte Vytautas Antanas Gudaitis 1970 das Diplomstudium der Geschichte an der Vilniaus universitetas in der litauischen Hauptstadt Vilnius.
Von 1970 bis 1972 leitete er eine Sektion der Bibliothek der Universität Vilnius. Von 1971 bis 1986 lehrte er als Hochschullehrer an der Universität Vilnius. Von 1986 bis 1990 bis leitete er die Zentralbibliothek der Stadt Vilnius. Von 1999 bis 2004 war er stellvertretender Direktor, von 2004 bis 2010 Direktor (ab 2006 Generaldirektor) und leitete die Litauische Martynas-Mažvydas-Nationalbibliothek. Ab 1998 war er Chefredakteur von „Bibliotekininkystė“.

## Quelle
- Vytautas Antanas Gudaitis. Visuotinė lietuvių enciklopedija, T. VII (Gorkai-Imermanas). – Vilnius: Mokslo ir enciklopedijų leidybos institutas, 2005. 254 psl.

| Personendaten    | Personendaten                     |
| ---------------- | --------------------------------- |
| NAME             | Gudaitis, Vytautas Antanas        |
| KURZBESCHREIBUNG | litauischer Bibliothekar          |
| GEBURTSDATUM     | 1947                              |
| GEBURTSORT       | Igliškėliai, Gemeinde Marijampolė |